# Commandant Duboc
Le Commandant Duboc est un aviso de la classe Élan de la Marine nationale. Son numéro de coque était le U41/A17/F743.

## Service actif
L'aviso est nommé en hommage au commandant Émile Duboc.
Il est lancé le 16 janvier 1938 à Nantes et mis en service en août 1939. En mai 1940, il participe à l’évacuation de Dunkerque, et est capturé en juillet par les Britanniques avant d’être transféré aux Forces navales françaises libres avec lesquelles il est engagé dans la bataille de Dakar en septembre 1940. Il est réarmé en 1941 - 1942 avec un canon de 102/45 QF Mk XVI, un canon de 40/39 QF Mk VIII, un canon de 25/60 M1938, deux canon de 20/70 Oerlikon Mk 2/4, deux mitrailleuses de 13.2/76, deux lanceurs de grenade anti-sous-marine DPT (Depth charge thrower) et un DCR (40). Il participe à des opérations en mer Rouge en mars 1941. Il est retiré du service en juin 1963.

## Personnalités ayant servi sur le bâtiment
L'équipage du Commandant Duboc a compté dans ses rangs un certain nombre de Compagnons de la Libération :
- André Roux (1907-1983)
- Baptiste Dupuis (1909-1940)
- Georges Rossignol (1911-1942)
- Étienne Schlumberger (1915-2014)
- Jean Cadéac d'Arbaud (1917-2003)
- Robert Crémel (1919-1940)
- Louis Broudin (1922-1940)